# جبلان (حزم العدين)

تعديل مصدري - تعديل

جبلان محلة تابعة لقرية السنم، التابعة لعزلة بني وائل بمديرية حزم العدين إحدى مديريات محافظة إب في الجمهورية اليمنية، بلغ تعداد سكانها 78 حسب تعداد اليمن لعام 2004.